# Мехмед Паша Бушати
Мехмед Паша Бушатели (Бушати) (? — 1774) — албанский паша из знатного рода Бушати. Создал пашалык Шкодер (регион Скадарского озера) в составе Османской империи и управлял им с 1768 по 1774 год..

## Биография
В 1756 году власть в Шкодере (Северная Албания) захватил Мехмед-бей Бушати. Семья Бушати являлась одной из наиболее богатых и родовитых феодальных семей Северной Албании. Она вела своё происхождение от известной владетельной семьи Дукагини, перешедшей в мусульманство вскоре после завоевания Шкодры турками. Будучи богатыми чифлигарами, тесно связанными с рынком, Бушати проявляли заинтересованность в создании нормальных условий для развития торговли.
Османское правительство вынуждено было признать происшедший в Шкодре переворот и утвердило Мехмед-бея в звании паши и шкодринского мутасаррыфа (губернатора).
Опираясь на горцев и торгово-ремесленные элементы Шкодры, Мехмед-паша Бушати, известный позднее под именем Мехмед-паши Старого, сумел обуздать своевольных феодалов Шкодринского пашалыка и установить на его территории спокойствие и относительную безопасность. Затем Мехмед-паша начал расширять границы собственного пашалыка за счет Дукагинского и Эльбасанского пашалыков. Рост могущества и самостоятельности шкодринского правителя вызвал тревогу Порты; в 1774 году Мехмед-паша Старый был отравлен агентами султана.
Ему наследовал сын Мустафа-паша Бушати (1774—1778).